# ليتشفيلد (كيبك)
ليتشفيلد (بالإنجليزية: Litchfield, Quebec)‏ هي بلدية محلية في كيبيك تقع في كندا في Pontiac Regional County Municipality. يقدر عدد سكانها بـ 456 نسمة ومساحتها 214.10 كم2 .